# Land Rover Discovery
O Discovery, é um modelo de veículo 4x4 da marca Land Rover comercializado em vários países incluindo o Brasil e Portugal. É um modelo intermediário unindo conforto e robustez, utiliza os mesmos diferenciais do Land Rover Defender 90 e a mesma plataforma de chassis. Começou sua produção em 1989 e continua até hoje com o modelo denominado Discovery 4 ou popularmente conhecido como LR4.

## História
O Land Rover Discovery foi revelado no Salão Automóvel de Frankfurt em 1989, e marcou uma ruptura importante com veículos Land Rover anteriores, visando os passageiros e familiares no mercado 4x4. Embora esse mercado praticamente não existia quando o Discovery foi concebido, o projeto foi perfeito para o mercado britânico, que rapidamente levou para o novo veículo.
Ao contrário dos produtos anteriores da Land Rover, o Discovery foi capaz de competir contra o carro de família, com um passeio confortável e um interior desenhado por Sir Terrence Conran. Também poderia competir em termos de potência e desempenho com o agora famoso Rover V8 3.5L. Para uma opção a diesel, o 200TDI injeção direta turbo motor diesel foi introduzido. Este ostentava economia impressionante e o melhor desempenho da classe, embora fosse um pouco mais ruidoso do que os motores a diesel em veículos concorrentes.
Apesar de ter sido destinado a um mercado essencialmente familiar, o Discovery ainda ostentava o melhor da categoria fora de estrada no qual a Land Rover passava a simbolizar. Bem como opções de motores potentes, uma caixa de transferência com bloqueio central de diferenciais as 100 polegadas de distância entre eixos do chassis foram equipadas com suspensão de molas helicoidais.
Provavelmente a mais estranha característica dos primeiros Discovery's foi que eles só vieram em uma versão de 3 portas! Muito estranho para um carro que foi comercializado como um veículo tipo familiar grande! O Range Rover também foi inicialmente construído com apenas 3 portas. Nesse caso, foi devido a preocupações com a rigidez da carroceria durante a condução fora de estrada. Isso pode ter sido a razão para o design do Discovery 3 portas, mas dentro de um ano, a popular versão 5 portas foi introduzida.
O sucesso do Discovery foi assegurado pela combinação de um mercado essencialmente novo, o modelo de 5 portas, e a continuação do mercado do Range Rover. Outras variações e as atualizações foram instaladas durante a década de 1990, incluindo um 2 litros a gasolina de 4 cilindros, 4 velocidades caixa de velocidades automática, e air-bags.

### Discovery II
Durante a década de 1990, o Discovery foi redesenhado como Project Tempest. Esta nova descoberta foi lançado em 1999 como o "Discovery Series II", um nome cuidadosamente escolhido para invocar a história do original Land Rover veículos Series II. O série II parecia muito similar na aparência aos seus antecessores, mas inclui uma variedade de novos recursos. O Controle de Descida de Declives (HDC) do Freelander foi instalado como item de série, e novas opções incluídas Controle de Estabilidade e suspensão à ar traseira com controle de altura.

## Galeria
- Primeira geração série I (1989-1998)
- Primeira geração série II (1998-2004)
- Segunda geração Discovery 3 (2004-2009)
- Segunda geração Discovery 4 (2009-2016)
- Terceira geração (2017-presente)